# Kazuo Saito
Kazuo Saito (斉藤 和夫 Saitō Kazuo?,  nacido el 27 de julio de 1951 en Saitama) es un exfutbolista japonés que se desempeñaba como defensa.
Saito jugó 32 veces para la Selección de fútbol de Japón entre 1976 y 1984. Saito fue elegido para integrar la selección nacional de Japón para los Juegos Asiáticos de 1978.

## Trayectoria

### Clubes
| Club              | País  | Año         |
| ----------------- | ----- | ----------- |
| Mitsubishi Motors | Japón | 1974 - 1989 |

### Selección nacional
| Selección | País  | Año         |
| --------- | ----- | ----------- |
| Absoluta  | Japón | 1976 - 1984 |

## Estadística de equipo nacional
| Selección de Japón | Selección de Japón | Selección de Japón |
| Año                | Part.              | Goles              |
| ------------------ | ------------------ | ------------------ |
| 1976               | 14                 | 0                  |
| 1977               | 5                  | 0                  |
| 1978               | 9                  | 0                  |
| 1979               | 0                  | 0                  |
| 1980               | 0                  | 0                  |
| 1981               | 0                  | 0                  |
| 1982               | 0                  | 0                  |
| 1983               | 0                  | 0                  |
| 1984               | 4                  | 0                  |
| Total              | 32                 | 0                  |

## Palmarés

### Títulos nacionales
| Título                   | Club              | País  | Año  |
| ------------------------ | ----------------- | ----- | ---- |
| Japan Soccer League      | Mitsubishi Motors | Japón | 1978 |
| Copa Japan Soccer League | Mitsubishi Motors | Japón | 1978 |
| Copa del Emperador       | Mitsubishi Motors | Japón | 1978 |
| Copa del Emperador       | Mitsubishi Motors | Japón | 1989 |
| Copa Japan Soccer League | Mitsubishi Motors | Japón | 1981 |
| Japan Soccer League      | Mitsubishi Motors | Japón | 1982 |

### Distinciones individuales
| Distinción                  | Año  |
| --------------------------- | ---- |
| Japan Soccer League Best XI | 1975 |
| Japan Soccer League Best XI | 1977 |
| Japan Soccer League Best XI | 1978 |